# ʿAbd al-Wāsiʿ Dschabalī

Erste Seite einer Handschrift des Dīwāns, zum Lobe Sultan Sandschars, mit der ersten Gedichtzeile

ʿAbd al-Wāsiʿ Dschabalī (persisch امام بدیع الزمان عبد الواسع بن عبد الجامع غرجستانی جبلی Imām Badīʿ az-Zamān ʿAbd al-Wāsiʿ b. ʿAbd al-Dschāmiʿ Ghardschistānī Dschabalī, DMG Imām Badīʿ az-Zamān ʿAbd al-Vāsiʿ b. ʿAbd al-Ǧāmiʿ Ġarǧistānī Ǧabalī, gestorben um 1160) war ein persischer Dichter und Panegyriker.

## Leben
Dschabalī stammte aus einer alidischen Familie in der Bergprovinz (daher der Beiname dschabalī, „Bergler“) Ghardschestān, die am Oberlauf des Murgab im Osten von Herat lag. Er lebte einige Zeit in Herat und begab sich dann in die Dienste seines Vetters mütterlicherseits, Bahrām Schāh, am Hof von Ghazna. Vier Jahre später bat Bahrām Schāh den Seldschuken-Sultan Ahmad Sandschar um militärischen Beistand. Bei dieser Gelegenheit schloss sich Dschabalī dessen Gefolge an. An Sandschars Hof verbrachte er die letzten 14 Jahre seines Lebens.

## Leistung
Dschabalī gilt als Vorbild eines Stils, der sich der Volkssprache näherte, aber ebenso mehr arabisches Vokabular einschloss. Gleichzeitig wurde der Stil ornamentaler und rhetorische Figuren wie der Chiasmus wurden vermehrt genutzt. Insgesamt steht die Form über dem Inhalt.
Beispielhaft sieht man das an der ersten Zeile seines Diwans. Tiefere Bedeutungsebenen, wie man sie bei Hafis findet, fehlen, dafür werden Elemente wie Chiasmus und hier vor allem der Binnenreim angewendet. Letzterer ist hier besonders auf den mündlichen Vortrag ausgerichtet: Die Worte zahī „vortrefflich“ und das im klassischen Persischen noch übliche Suffix rā des bestimmten Akkusativs zur Bezeichnung des Dativs, mit dem Genitiv-Verbindungen gebildet werden können, ermöglichen es dem Rezitator, Spannung aufzubauen. Langes i und a wechseln regelmäßig und lassen sich ziehen, der hohe Ton erzeugt Aufmerksamkeit, der tiefe Spannung, denn erst mit dem Wort nach dem rā weiß der Zuhörer, um was es geht:
|                                                                      |                                                                          |
| Zahī āfāq-rā sulṭān, zahī ayyām-rā mawlā,                            | Zahī gar dūn-i to-rā čākar, zahī kīstī to-rā mawlā.                      |
| Vortrefflich ist des Herrschers Welt, vortrefflich deine Tage, Herr, | Vortrefflich ist’s in deinem Dienst, vortrefflich, wer dir dienet, Herr. |

Laut Moḥammad ʿAwfi war Dschabalī sowohl in Persisch wie Arabisch gleichsam bewandert (ḏu'l-balāġatain), entsprechend finden sich auch arabische Gedichte und Mischformen.

## Werke
Dschabalīs wichtigstes Werk ist sein Diwan, den er Sultan Sandschar widmete. Der Diwan, von dem einige Handschriften erhalten sind, wurde erstmals in Lahore 1862 im Druck herausgegeben, allerdings in überarbeitungswürdigem Zustand. Die maßgebliche kritische Ausgabe erschien 1960 und 1963 in zwei Bänden von Z̲abīḥ Allāh Ṣafā in Teheran. Daneben ist ein Diwan von Tiernamen erhalten, der eine „Schatzkiste an Informationen“ sein soll, jedoch nicht in gedruckter Form vorliegt.